# Хадзиантонис, Теодорос
Тео́дорос Хадзианто́нис (греч. Θεόδωρος Χατζηαντώνης; род. 30 ноября 2003, Кипр) — кипрский футболист, нападающий клуба «Неа Саламина».

## Клубная карьера
Является воспитанником футбольного клуба «Неа Саламина». Дебютировал в его составе в кипрском Дивизионе А 3 октября 2020 года в матче с «Пафосом». Хадзиантонис вышел на поле в стартовом составе и на 85-й минуте уступил место Филиппоса Папуиса.

## Статистика выступлений

### Клубная статистика
| Выступление      | Выступление      | Выступление      | Лига | Лига | Кубки | Кубки | Конт.кубки | Конт.кубки | Итого | Итого |
| Клуб             | Лига             | Сезон            | Игры | Голы | Игры  | Голы  | Игры       | Голы       | Игры  | Голы  |
| ---------------- | ---------------- | ---------------- | ---- | ---- | ----- | ----- | ---------- | ---------- | ----- | ----- |
| Неа Саламина     | Дивизион А       | 2020/21          | 1    | 0    | 0     | 0     | 0          | 0          | 1     | 0     |
| Неа Саламина     | Итого            | Итого            | 1    | 0    | 0     | 0     | 0          | 0          | 1     | 0     |
| Всего за карьеру | Всего за карьеру | Всего за карьеру | 1    | 0    | 0     | 0     | 0          | 0          | 1     | 0     |